# 格拉尼奇諾耶湖
57°28′50″N 33°27′28″E / 57.48056°N 33.45778°E
格拉尼奇諾耶湖（俄语：Граничное），是俄羅斯的湖泊，位於該國西北部特維爾州，長6.6公里、寬2公里，面積6.89平方公里，海拔高度221米，集水區面積108平方公里，平均水深3.88米，最大水深9米。